# Gabriele D'Annunzio
Gabriele D'Annunzio, uradno Gabriele d'Annunzio, italijanski pisatelj, pesnik, dramatik, vojak, politik, novinar in domoljub ter simbol dekadentizma/dekadence, * 12. marec 1863, Pescara, † 1. marec 1938, Gardone Riviera. 
Postal je slavna osebnost prve svetovne vojne, potem ko mu je leta 1924 kralj Viktor Emanuel III. podelil naziv »princ Snežne gore« (»Principe di Montenevoso«).
Tako kot Giosuè Carducci je pesnik nosil vzdevke »Il Vate«, oziroma »pesnik-prerok«, »italijanski pesnik v času kralja Umberta I.« in »L'Immaginifico«, oziroma »tisti, ki ustvarja podobe«. Igral je pomembno vlogo v italijanski literaturi od leta 1889 do približno leta 1910 in v politiki med leti 1914 in 1924. Kritika ga je opredelila kot »izrednega in zadnjega ustvarjalca, ki je prikazal najdaljšo italijansko poetično tradicijo« (»eccezionale e ultimo interprete della più duratura tradizione poetica italiana«). V vlogi politika je v svojem obdobju pustil odtis in je imel močen vpliv na prihodnje dogodke.
Njegova umetnost je bila pomembna, saj je vplivala na italijanske kot na tuje običaje in navade množice. Obdobje, v katerem je pisal, je bilo kasneje označeno za »danuncijanstvo«. (»dannunzianesimo«). 

## Izdaje zbranih del
D'Annunzijeva literarna dela so bila natisnjena v celoti med leti 1927 in 1936. Za to je poskrbel državni Inštitut, ki je bil nalašč za to nalogo ustanovljen pod okriljem Italije, da bi izdal njegova zbrana dela. Pesnik je pri tem ambicioznem projektu aktivno sodeloval. Poleg tega je pomagal pri ustvarjanju cenejše izdaje le-tega (L'oleandro), ki je bila narejena, ko je on bil še živ, in sicer med leti 1931 in 1937. Takoj po njegovi smrti v letih 1939 in 1942 je ustanovitev »Fondazione del Vittoriale degli Italiani« spet natisnila D'Annunzijeva dela skoraj v celoti: 42 knjig na 46 (zadnje štiri niso izšle zaradi vojnih dogodkov, ki so prizadeli Italijo).« Zbrana dela so zopet izšla leta 1950 v zbirki »Classici Contemporanei Italiani« pri založbi »Arnoldo Mondadori Editore«. 

## Pesniška pot
Prvi zametki D'Annunzijeve poezije se začnejo že z  delom »Primo Vere« (1879), ki se navdihuje pri Carducciju. Njegovo pisanje pride do izraza s pesniško zbirko Canto Novo, v kateri so že vidni razni elementi, ki so značilni za pesnikovo umetnost.
Te značilnosti so: spretnost, da subjektivno predela vtise in nagone, ki mu jih bodisi zgodovina in mitologija bodisi sodobna literarna in filozofska gibanja vzbujajo; vitalističen in senzualen pogled na realnost po klasičnem vzoru; uporaba prefinjenega, razkošnega in očarljivega jezika, ki vzbuja čustvene odzive. Te značilnosti so nadalje razvite in poglobljene v pesniških zbirkah, še posebej pa v delu Elegie romane (Rimske elegije) iz leta 1892. To je eklektično in dekadenčno delo, na katerega vplivajo pesniki z različnimi načini pisanja in iz raznih obdobij, kot so Publij Ovidij Naso, Dante Alighieri, Johann Wolfgang von Goethe (od njega D'Annunzio prevzame metrični sitem) in Algernon Charles Swinburne. 
Leta 1903 so bile izdane prve tri knjige dela »Laudi«, ki po mnenju mnogih kritikov predstavljajo višek D'Annunzijevega pisanja in veljajo verjetno za njegovo najbolj prestižno delo. Predvsem v knjigi Alcyone so poudarjeni najživahnejši trenutki, v katerih je pesnik obkrožen s klasičnim svetom (Ditirambi, L'oleandro), s svojo rojstno deželo v Abrucih (I Pastori) in še posebej s toskansko pokrajino v dolini Valdarno (Bocca d'Arno), v okolici mesta Pise in na obalnem območju Versilije (La pioggia nel pineto). V Alcyoneju je v večji meri vidna snov s področja literature (Ovidija, Danteja, Carduccija, simbolistov itd) in filozofije (še posebej Nietzsche). Kljub temu pa umesti D'Annunzio tudi izraze in znanje s tehničnega področja (snov črpa iz Caruelovega botaničnega terminološkega slovarja in iz Palladijevih razprav o poljedelstvu). Po zaslugi vseh teh raznih zvrsti velja Alcyone za izjemno delo v poeziji 20. stoletja. Nekteri kritiki trdijo, da je Alcyone uvod za njegovo mojstrovino Il Notturno, ki jo je ustvaril v odraslosti. Muzikaličnosti Alcyoneja prispevajo onomatopeje, katerih se D'Annunzio veliko poslužuje. Te so razvidne predvsem v zbirki La pioggia nel pineto. 

## D’annunzio in Pascoli
D'Annnunzio in Giovanni Pascoli, ki je bil tudi pomemben pesnik italijanskega dekadentizma, sta se osebno poznala. Kljub temu, da sta se značajsko in umetniško zelo razlikovala, je pesnik-prerok cenil svojega tovariša, kot tudi njegovo liriko. Prav tako je Pascoli cenil D'Annunzija in ga je imel za mlajšega in starejšega brata. Po smrti Pascolija leta 1912 mu je D'Annunzio posvetil delo »Contemplazione della morte«. 

## Nekatera dela
- Il trionfo della morte (Triumf smrti), roman, 1994.
- Il fuoco (Ogenj), roman, 1900.
- Forse che sì forse che no (Morda da, morda ne), roman, 1910.
- La città morta (Mrtvo mesto), tragedija, 1899.
- L'Etiopia in fiamme (Etiopija v plamenih), tragedija, 1904.
- Fedra, tragedija, 1909č
- Le novelle della Pescara (Novele iz peskare), zbirka kratke proze, 1886.
- Poema paradisiaco (Rajska pesem), pesniška zbirka, 1893.
- Pet knjig Laudi del cielo, del mare, della terra e degli eroi (Hvalnice nebu, morju, zemlji in junakom), pesniška zbirka, 1903-1912.
- La leda senza cigno (Leda brez laboda), avtobiografska proza, 1916.
- Scenarij za film Cabiria, 1914.